# Columbia Resort
Columbia Resort war eine deutsche Hotelkette mit sieben Hotels, davon vier in Deutschland und drei auf Zypern (Stand 2013).

## Unternehmen
Neben den vier deutschen 4- bis 5-Sterne-Hotels in Travemünde, Bad Griesbach im Rottal, Wilhelmshaven und Rüsselsheim am Main wurden drei Hotels auf Zypern betrieben.
Bis 2014 legte die Hotelkette Wert auf exzellente kulinarische Angebote: vier Hotel-Restaurants in Deutschland waren mit insgesamt sieben Michelin-Sternen ausgezeichnet. 2015 wurden die ersten drei Restaurants geschlossen, 2016 folgte das letzte.
Der Columbia (Deutschland) Konzern mit der Muttergesellschaft Columbia (Deutschland) GmbH nebst fünf Beteiligungen und einer mehrheitlichen Beteiligung gehört zum zypriotischen Konzern Schoeller Holdings Ltd. des Großreeders Heinrich Felix Leopold Schoeller aus der Unternehmerfamilie Schoeller.
2016 wurden die Hotels verkauft, nur das Ressort aus Zypern verblieb.